# Тамид
Тамид (ивр. תמיד) — храмовая жертва всесожжения, приносимая два раза в день: один раз утром и один раз во второй половине дня. Впервые постоянное жертвоприношение описывается подробно в книге «Бемидбар», в главе «Пинхас»
וְאָמַרְתָּ לָהֶם זֶה הָאִשֶּׁה אֲשֶׁר תַּקְרִיבוּ לַיהוָה כְּבָשִׂים בְּנֵי-שָׁנָה תְמִימִם שְׁנַיִם לַיּוֹם עֹלָה תָמִיד אֶת-הַכֶּבֶשׂ אֶחָד תַּעֲשֶׂה בַבֹּקֶר וְאֵת הַכֶּבֶשׂ הַשֵּׁנִי תַּעֲשֶׂה בֵּין הָעַרְבָּיִם וַעֲשִׂירִית הָאֵיפָה סֹלֶת לְמִנְחָה בְּלוּלָה בְּשֶׁמֶן כָּתִית רְבִיעִת הַהִין עֹלַת תָּמִיד הָעֲשֻׂיָה בְּהַר סִינַי לְרֵיחַ נִיחֹחַ אִשֶּׁה לַיהוָה

## Требования к жертвенному животному
Ежедневная жертва являлась жертвой всесожжения, приносимой ежедневно и имела статус «самая святая» (ивр. — קודשי קודשים) и её принесение должно было соответствовать самым строгим критериям. Приносимое в жертву животное должно быть мужского пола, не моложе года от роду и без малейшего физического порока. Оно должно быть куплено за серебро, или выращено самостоятельно.

## Порядок жертвоприношения
Жертвенное животное зарезалось утром с северо западной стороны жертвенника, а после полудня — с северо-восточной. Их кровь собиралась в особый сосуд и ею, в двух местах, окроплялся жертвенник: с северо-восточного и юго-западного угла «так, чтобы кровь попадала на все четыре стороны жертвенника». Затем с туши снималась шкура, туша разрубалась на части и вся сжигалась на огне жертвенника.

## Отражение в молитвах
О жертве всесожжения (как и об остальных жертвоприношениях) упоминается в молитве «Шахарит», в «Порядке жертвоприношений», да и сама молитва «Шахарит», в отсутствие Храма, заменяет собой утреннюю жертву всесожжения, тогда как молитва «Минха» заменяет послеполуденную жертву всесожжения. Во времена, когда Храм в Иерусалиме существовал, молитвы «Шахарит» и «Минха» дополняли храмовую службу.